# Гогелон
Гогелон (нід. Hoogeloon) — село в нідерландській провінції Північний Брабант. Входить до муніципалітету Бладел.
Його площа становить 13,64 км², а населення станом на 2021 рік складало 2 215 осіб.

## Галерея

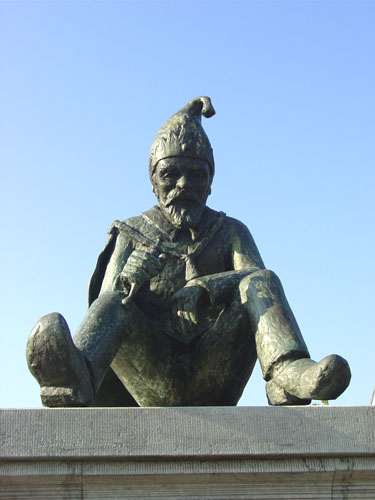
Статуя у центрі села
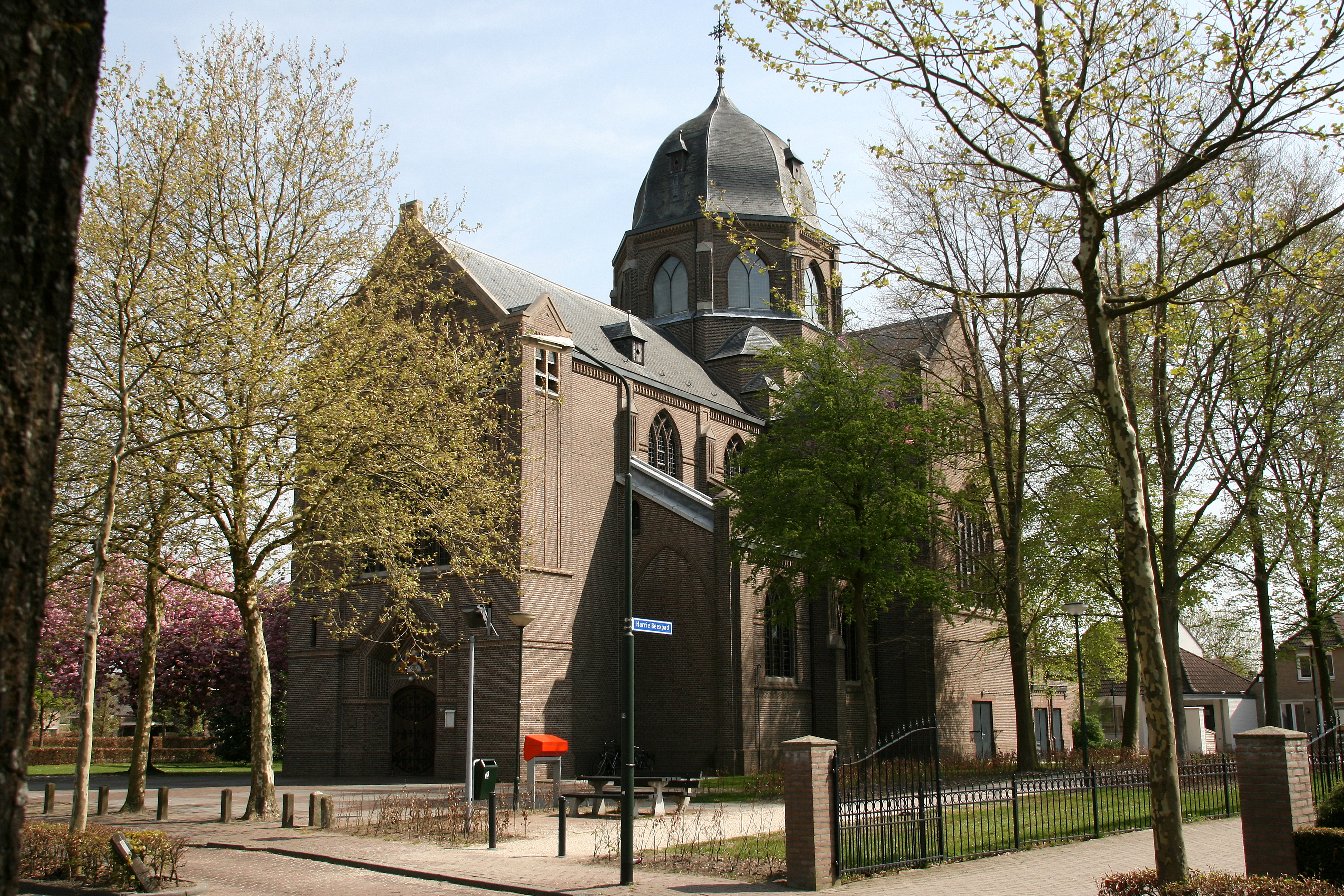
Церква св. Панкратія
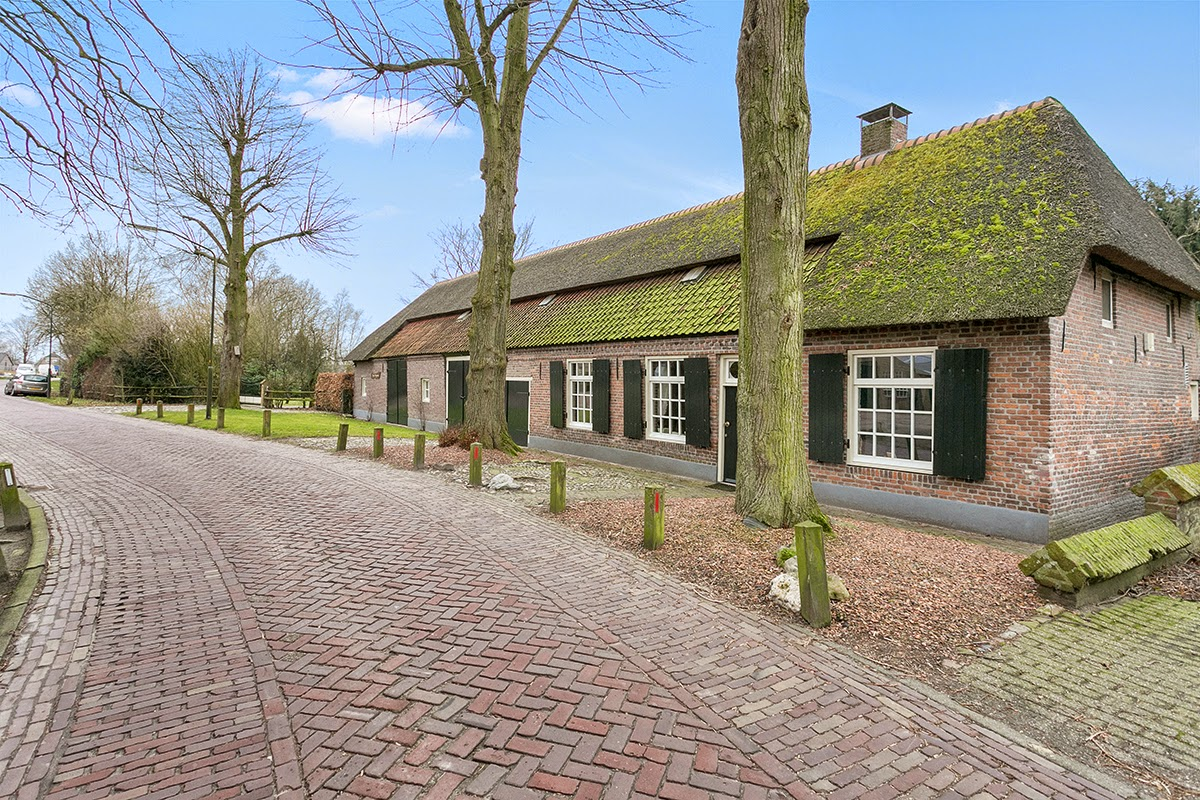
Ферма